# Ari and Mario
Pour plus de détails, voir Fiche technique et Distribution.
Ari and Mario est un film underground expérimental de 1966 réalisé par Andy Warhol.

## Synopsis
Ari Boulogne, âgé de seulement quatre ans, est la star de ce film, en couleur alors que l'auteur en a sorti un en noir et blanc la même année. Sa mère, la chanteuse Nico, a besoin de sortir alors elle fait appel à la drag queen portoricaine Mario Montez, starlette du cinéma underground, pour le garder. Mario Montez arrive outrageusement maquillée, pour s'occuper de lui mais l'enfant, qui n'a aucune possibilité de se retirer de la petite cuisine où le film est enregistré, lui rend la vie impossible, refusant de jouer avec lui. Le spectateur se rend compte que l'enfant a volontairement été énervé par le metteur en scène, hors champ de la caméra. Au début du film, l'actrice et chanteuse de jazz Tally Brown passe brièvement pour utiliser le téléphone de Nico car le sien a été coupé faute d'avoir payé la facture.

## Contexte et production
La même année, Nico joue dans trois autres films d'Andy Warhol, parmi lesquels Chelsea Girls et Nico/Antoine, tourné avec Pierre Antoine Muraccioli, dit Antoine, auteur-compositeur-interprète, navigateur et réalisateur français, qui n'a encore que 22 ans et que Nico va chercher à l'aéroport de New-York après l'avoir invité à un séjour de 48 heures.

## Distribution
- Nico
- Ari Boulogne
- Mario Montez